# 余氏鸣凤堂
余氏鸣凤堂，位于中华人民共和国浙江省衢州市开化县齐溪镇，是浙江省省级文物保护单位之一。
2017年1月19日，余氏鸣凤堂被列入第七批浙江省文物保护单位，该文物保护单位是一座古建筑。